# Chaigang
Chaigang (kinesiska: 柴岗, 柴岗乡) är en socken i Kina. Den ligger i provinsen Henan, i den centrala delen av landet, omkring 100 kilometer sydost om provinshuvudstaden Zhengzhou. Antalet invånare är 35 277. Befolkningen består av 17 445 kvinnor och 17 832 män. Barn under 15 år utgör 19,0 %, vuxna 15-64 år 69 %, och äldre över 65 år 10,0 %.
Genomsnittlig årsnederbörd är 863 millimeter. Den regnigaste månaden är juli, med i genomsnitt 176 mm nederbörd, och den torraste är januari, med 7 mm nederbörd.